# Přesnost a preciznost

Podle ISO 5725-1 pojem „přesnost“ zahrnuje „pravdivost“ (blízkost ke „správné“ hodnotě) a „preciznost“ (malý rozptyl měření, opakovatelnost nebo reprodukovatelnost)

Přesnost (anglicky accuracy, francouzsky exactitude, německy Genauigkeit) je souhrnný pojem charakterizující míru odchylek měření (chyb měření) nebo pokusů od referenční hodnoty (tj. hodnoty, která je pokládána obecným jazykem za „správnou“). Přesnost zahrnuje pravdivost a preciznost (dříve správnost a shodnost).
Pravdivost (anglicky trueness, francouzsky justesse, německy Richtigkeit, podle starší verze ČSN ISO 5725-2:1997 správnost) znamená, že průměr velkého počtu měření nebo zkoušek se blíží skutečné hodnotě měřené veličiny (pravou nebo přijatou referenční hodnotou); jedná se o systematickou chybu, o míru statistického zkreslení.
Preciznost (anglicky precision, francouzsky fidélité, německy Präzision, podle ČSN starší verze ISO 5725-2:1997 též shodnost) se týká těsnosti shody mezi výsledky měření; jedná se o míru rozptylu.
Při měření je pravdivost blízkost naměřených hodnot k určité („správné“, referenční) hodnotě, zatímco preciznost je blízkost měření k sobě navzájem.
|  |  |

## Zápis hodnoty podle přesnosti
Přesnost má praktický vliv na zápis, jakým se hodnoty číselně udávají. Základní lekcí v oboru měření je určování hodnot na smysluplný počet platných číslic, a to právě ve vztahu k přesnosti hodnoty: Nemá totiž smysl opisovat z kalkulačky všech devět, ba i více, cifer zobrazených na displeji, když jde o výsledek výpočtu z hodnot získaných například odhadem nebo změřených jen přibližně, tedy s přesností, resp. chybností, přes 10 %.
Počet použitých platných číslic je vidět i na samotných E-řadách, na jejich jemnosti a tedy i přesnosti, jak jsou definovány: E24 ještě dvou ciferně, E48 již tříciferně. Pro konzistentnost v jemnosti těchto řad, v souvislosti s počty jejich platných číslic, se používají a uvádějí i významné nuly, významové nuly. Byť je v hodnotě poslední, přesto se zapisuje, nevynechává se: Při dané přesnosti se na tuto platnou číslici pravděpodobně zaokrouhlilo. Například hodnota 2,00 z řady R10 se musí uvádět dokonce se dvěma významovými nulami, protože v řadě vystupuje i hodnota 3,15, tedy řada celá se uvádí na alespoň tři platné číslice a na právě dvě desetinná místa. Všechny hodnoty množiny musí vystupovat jak se stejnou úrovní minimální přesnosti, tak i se stejnou podrobností.

## Třída přesnosti

Graf ukazuje, jak jakákoli hodnota mezi 1 a 10 podaná hodnotovou řadou E12 leží uvnitř tolerančního rozpětí ±10%, jak její odchylka od skutečné hodnoty zapadá do geometrické posloupnosti.

Třída přesnosti přístroje (zkratkou například TP 1,5) je hodnota daná výrobcem přístroje, ověřená a certifikovaná zkušebnou, že změřené hodnoty udávané přístrojem spadají do rozptylového intervalu ±X % kolem skutečné hodnoty. Udávané třídy přesnosti spadají do již předem známé řady používaných přesností, chybovostí:
0,1 %; 0,2 %; 0,5 %; 1 %; 1,5 %; 2,5 %; 5 %; 10 %; 20 %
Nejen řada přesností je exponenciální (přechází od půlení k logaritmu), i řady hodnot, a tedy i měřících rozsahů, jsou uváděny ve standardizovaných řadách: Typicky jde o E-řady.
Jemnost řady hodnot je vzájemně svázaná s přesností: Čím jemnější řada cílených pravdivých hodnot, tím menší chybová odchylka a vice versa. Například řada E12 je definitoricky navázána na třídu přesnosti 10 %, čímž je pokryta celá spojitá škála možných skutečných hodnot, viz svislou osu obrázku. Tato vzájemná návaznost obou typů řad/hodnot byla cílem autorů celého systému metrologických řad a jde o klíčovou vlastnost pro měření v praxi.
| Řada hodnot | nejlepší možná přesnost řady | třída přesnosti | účel přesnosti          |
| ----------- | ---------------------------- | --------------- | ----------------------- |
| E3          | 40 %                         |                 | zastaralá, nepoužívá se |
| E6          | 20 %                         | nejhorší        | bez označení            |
| E12         | 10 %                         |                 | tzv. stříbrné kutilství |
| E24         | 5 %                          | TP 5            | tzv. zlaté kutilství    |
| E48         | 2,5 %                        | TP 2,5          | provozní                |
| E96         | 1,25 %                       | TP 1,5          | provozní                |
| E192        | 0,625 %                      | TP 1            | laboratorní             |
|             |                              | TP 0,5          | laboratorní             |
|             |                              | TP 0,2          | cejchovní               |
|             |                              | TP 0,1          | etalony, normály        |